# Myrabolia blackburni
Myrabolia blackburni – gatunek chrząszcza z rodziny Myraboliidae.
Gatunek ten opisany został po raz pierwszy w 2008 roku przez Wiolettę Tomaszewską i Adama Ślipińskiego na podstawie trzech okazów. Lokalizacją typową jest Tumby Bay na południu Australii. Epitet gatunkowy nadano na cześć koleopterologa, Thomasa Blackburna.
Chrząszcz o podługowato-owalnym ciele długości od 2,15 do 2,25 mm, od 2,88 do 2,91 raza dłuższym niż szerokim. Oskórek porastają dość krótkie włoski. Ubarwiony jest jednolicie żółtawobrązowo. Głowa jest całkowicie prognatyczna. Czułki mają człony trzeci, czwarty i od szóstego do ósmego co najwyżej tak długie jak szerokie, zaś człon piąty wyraźnie dłuższy niż szeroki. Przedplecze ma delikatnie wyokrąglone ku przodowi i tyłowi boki z lekko karbowanymi listewkami i drobnymi ząbkami. Ostre ząbki leżą w kątach tylnych przedplecza. Długość przedplecza wynosi od 0,76 do 0,79 jego szerokości. Wierzchołek wyrostka przedpiersia jest rozszerzony, lekko karbowany na przedniej krawędzi. Szerokość owego wyrostka jest 1,25 raza większa od średnicy bioder przedniej pary i półtora raza większa niż rozstaw tychże bioder. Pokrywy są 1,68–1,71 raza dłuższe niż szerokie oraz mają ostro karbowane brzegi boczne na wysokości barków i ząbek w kątach przednich. Odległości między punktami w rzędach pokryw wynoszą od 2– do 2,5–krotności ich średnicy. Na wyrostku międzybiodrowym śródpiersia występują bardzo duże punkty. Genitalia samca charakteryzują się bardzo długimi i zwężonymi ku wierzchołkom paramerami.
Owad endemiczny dla Australii Południowej. Osobniki dorosłe poławiano w sierpniu.